# Vörös Csaba
Vörös Csaba (1954. augusztus 15. –) labdarúgó, hátvéd.

## Pályafutása
1976 és 1989 között a Haladás labdarúgója volt. Az élvonalban 1976. november 20-án mutatkozott be a ZTE ellen, ahol 0–0-s döntetlen született. Összesen 266 élvonalbeli mérkőzésen lépett pályára és 11 gólt szerzett. Tizenegy alkalommal szerepelt az olimpiai válogatottban és kétszer volt tagja az A-keretnek.
2006 novemberétől a Haladás technikai vezetője.